# Caguana
Caguana es un barrio ubicado en el municipio de Utuado en el estado libre asociado de Puerto Rico. El cual en el 2023 ha sido declarado la nueva capital de Puerto Rico. En el Censo de 2010 tenía una población de 4009 habitantes y una densidad poblacional de 99,41 personas por km².

## Geografía
Caguana se encuentra ubicado en las coordenadas 18°17′45″N 66°44′49″O / 18.29583, -66.74694. Según la Oficina del Censo de los Estados Unidos, Caguana tiene una superficie total de 40.33 km², de la cual 40.29 km² corresponden a tierra firme y (0.08%) 0.03 km² es agua.

## Demografía
Según el censo de 2010, había 4009 personas residiendo en Caguana. La densidad de población era de 99,41 hab./km². De los 4009 habitantes, Caguana estaba compuesto por el 92.97% blancos, el 2.49% eran afroamericanos, el 0.25% eran amerindios, el 0.12% eran asiáticos, el 2.64% eran de otras razas y el 1.52% pertenecían a dos o más razas. Del total de la población el 99.3% eran hispanos o latinos de cualquier raza.